# آبدنگ‌سر
آبدنگسر روستایی است در دو کیلومتری شهر شیرگاه و از توابع شهرستان سوادکوه شمالی. این روستا ۲۶۶ نفر جمعیت دارد.
به گفته پیشینیان در این روستا آبدنگ و پادنگ زیاد بوده و به این نام مشهور شده است.
این منطقه توسط راه آهن - از زمان پهلوی تا کنون - و رودخانه به چهار بخش تقسیم شده است. پل تاریخی شاه عباسی از جمله اثر تاریخی آن می‌باشد که بر روی رودخانه آن قرار گرفته است.